# John Brack
Hans-Heinrich (John) Brack (Zürich, 4 april 1950 – 1 mei 2006), ook wel aangeduid als Mr. Swiss Country, was een van de meest succesvolle Zwitserse country- en gospelzangers.
Brack heeft meer dan dertig cd's het licht doen zien. Hij stond vooral bekend om zijn gospelconcerten die hij met de Kerst- en Paastijd placht te geven. Tweemaal heeft hij de Prix Walo, een country-gospelprijs, verkregen. De eerste keer in 1995 en de tweede keer in 2006.
Begin 2006 onderging hij een operatie aan kanker. Hieraan hield hij een terugkerende vorm van trombose over. Op 1 mei 2006 overleed hij aan de gevolgen van een Longontsteking.